# البحث والإنقاذ القتالي

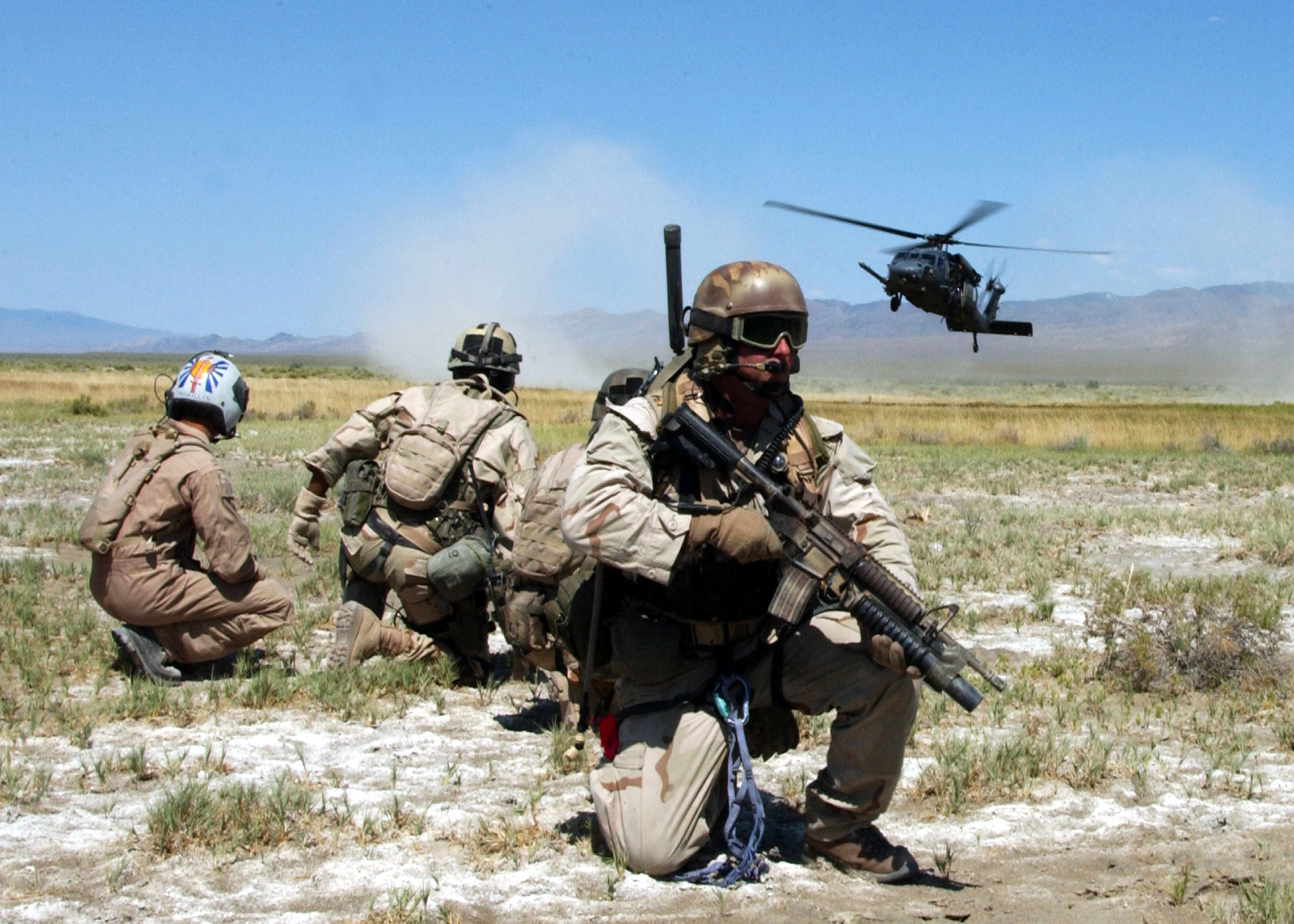
طائرة هليكوبتر من طراز بافي هوك (HH-60G) تهبط أثناء التدريب.

البحث والإنقاذ القتالي، (CSAR) (بالإنجليزية: Combat search and rescue)‏ .هي عمليات يتم تنفيذها في مناطق القتال واراضي العدو أو بالقرب منها. بهدف استعادة وانقاذ طيارين أو جنود من اراضي العدو، اجلاء مجموعة جنود من ارض معادية أو اجلاء مواطنين مدنيين من مناطق الصراع، كذلك القدرة على القيام باجلاء قواته الخاصة في حال تاديتها مهام في اراضي العدو، وهناك مهام أخرى بامكان القيام بها وقت السلم مثل عمليات الإنقاذ في المناطق الوعرة أو اثناء الكوارث الطبعية والفيضانات.

## المهام
أبرز ما يجب ان تحتويه قوة البحث والإنقاذ القتالي مجموعة قوات خاصة مدربة على عمليات الانزال خلف خطوط العدو، بالإضافة إلى مروحيات مسلحة قادرة على الاشتباك، وقادرة على العمل لفترات طويلة خلف خطوط العدو، إضافة إلى مروحيات قتالية لتوفير الحماية والاسناد الناري للقوات الخاصة اثناء القيام بعمليات الانزال والاشتباك. يستخدم الجيش الأمريكي أنواع كثيره في اسرابها المخصصة للإنقاذ القتالي، مثل HH-60 و HH-47، وانواع أخرى.
تستخدم القوات الفرنسية، طوافات كوغر وهي من بين الأفضل في هذا المجال، من الممكن تزويد المروحية بتسليح ثقيل قوي يمكنها من الاشتباك مع العدو، وهو مدفع رشاش ثقيل من إنتاج نكستر عيار 20 ملم معدل الإطلاق 750 طلقه في الدقيقة بمدى مؤثر يصل إلى 2 كلم، وبـقاذفة صواريخ يحتوي على 19 صاروخ عيار 68 ملم. وبرشاشين FN Mag واحد يمين والثاني يسار، وكذلك باجهزة وكاميرات رؤية ليليه، كما يمكن تزويدها برافعه علي يمين المروحية لرفع المصابيين وانزال القوات يستخدم حينما لايتوفر مكان للهبوط أو وقت لذلك.